# Frédéric Émile Vautier
Pour les articles homonymes, voir Vautier.
Frédéric Émile Vautier (13 avril 1849-18 février 1930) est un général de division français dont le nom est associé à la Première Guerre mondiale.

## Biographie

### Grades
- 30/03/1904 : général de brigade
- 23/03/1909 : général de division

### Décorations
- Légion d'honneur : chevalier (08/07/89), officier (25/12/99), commandeur (12/07/11), grand officier (20/11/14)(« Cote LH/2680/61 »)
- Croix de guerre 1914-1918, 1 palme
- Médaille commémorative de la guerre 1870-1871

### Postes
- 30/03/1904 : commandant de la 62e brigade d'infanterie et des subdivisions de région de Mende et de Rodez
- 22/01/1909 : commandant de la  4e division d'infanterie et les subdivisions de région de Compiègne, de Soissons, de Laon et de Saint-Quentin
- 04/09/1911 : commandant du Corps d'armée des troupes coloniales
- 13/04/1914 : placé dans la section de réserve.
- 09/08/1914 : adjoint au commandant supérieur des défenses du camp retranché de Paris
- 12/08/1914 : commandant du  7e Corps d'armée
- 20/11/1914 : en disponibilité.
- 01/10/1915 : replacé dans la section de réserve
- 16/03/1915 : commandant de la  10e Région (Rennes)
- 16/02/1917 : replacé dans la section de réserve.